# Sabina Bolić
Sabina Bolić (* 1. Februar 1989) ist eine ehemalige kroatische Fußballspielerin und heutige -schiedsrichterin.

## Karriere

### Spielerin
Bolić debütierte am 6. November 2007 in einem Freundschaftsspiel gegen die Auswahl Armeniens. In diesem Spiel siegten die Kroatinnen mit 4:0. Dies blieb Bolić einziger Einsatz für die kroatische Nationalmannschaft. Auf Vereinsebene spielte sie unter anderem für den ZRK Agram Zagreb.

### Schiedsrichterin
Seit 2016 steht Bolić auf der FIFA-Schiedsrichter-Liste und wurde während der Saison 2016/17 der UEFA Women’s Champions League mehrfach als Vierte Offizielle eingesetzt.